# Camoensia (plante)
Pour les articles homonymes, voir Camoensia.
Genre
Classification phylogénétique
Tribu
Camoensia est un genre de plantes à fleurs dicotylédones de la famille des Fabaceae, sous-famille des Faboideae, originaire d'Afrique équatoriale, qui comprend deux espèces acceptées. C'est l'unique genre de la tribu des Camoensieae (tribu monotypique).

## Étymologie
Le nom générique, « Camoensia », est un hommage à Luís Vaz de Camões, dit « le Camoëns » (vers 1525-1580), poète portugais.

## Liste d'espèces
Selon The Plant List (11 novembre 2018) :
- Camoensia brevicalyx Benth.
- Camoensia scandens (Welw.) J.B.Gillett